# Buggenhout

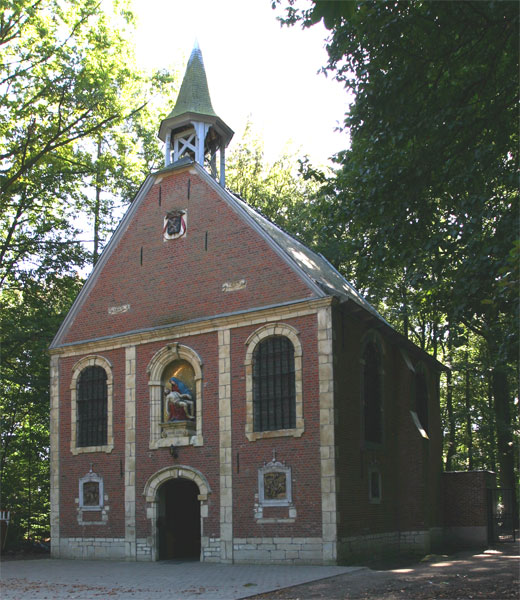
Waldkapelle in Buggenhout

Buggenhout ist eine belgische Gemeinde in der Denderstreek in der Region Flandern mit 14.957 Einwohnern (Stand 1. Januar 2024). Sie besteht aus dem namensgebenden Hauptort sowie der Teilgemeinde Opdorp und den Ortsteilen Briel und Opstal. Bekannt ist die Gemeinde durch ihren Wald, den Buggenhout-bos, der größte Staatsforst von Ostflandern, in dem auch die Waldkapelle von Buggenhout steht, die den geographischen Mittelpunkt der flämischen Gemeinschaft markiert, nicht weit vom Grenzdreieck der Provinzen Ostflandern, Antwerpen und Flämisch-Brabant.
Dendermonde liegt 6 Kilometer westlich, Mechelen 20 km östlich, Brüssel 22 km südöstlich und Antwerpen 26 km nordöstlich.
Die nächsten Autobahnabfahrten befinden sich u. a. bei Lokeren und Sint-Niklaas im Nordwesten an der A14/E 17, bei Aalst und Ternat im Süden an der A10/E 40 und bei Mechelen im Osten an der A1/E 19.

Buggenhout besitzt einen Regionalbahnhof an der Bahnlinie Gent – Dendermonde – Buggenhout – Mechelen. In Gent, Antwerpen und Brüssel halten auch überregionale Schnellzüge.
Bei Antwerpen befindet sich ein Regionalflughafen und bei der Hauptstadt Brüssel gibt es einen internationalen Flughafen.

## Geschichte

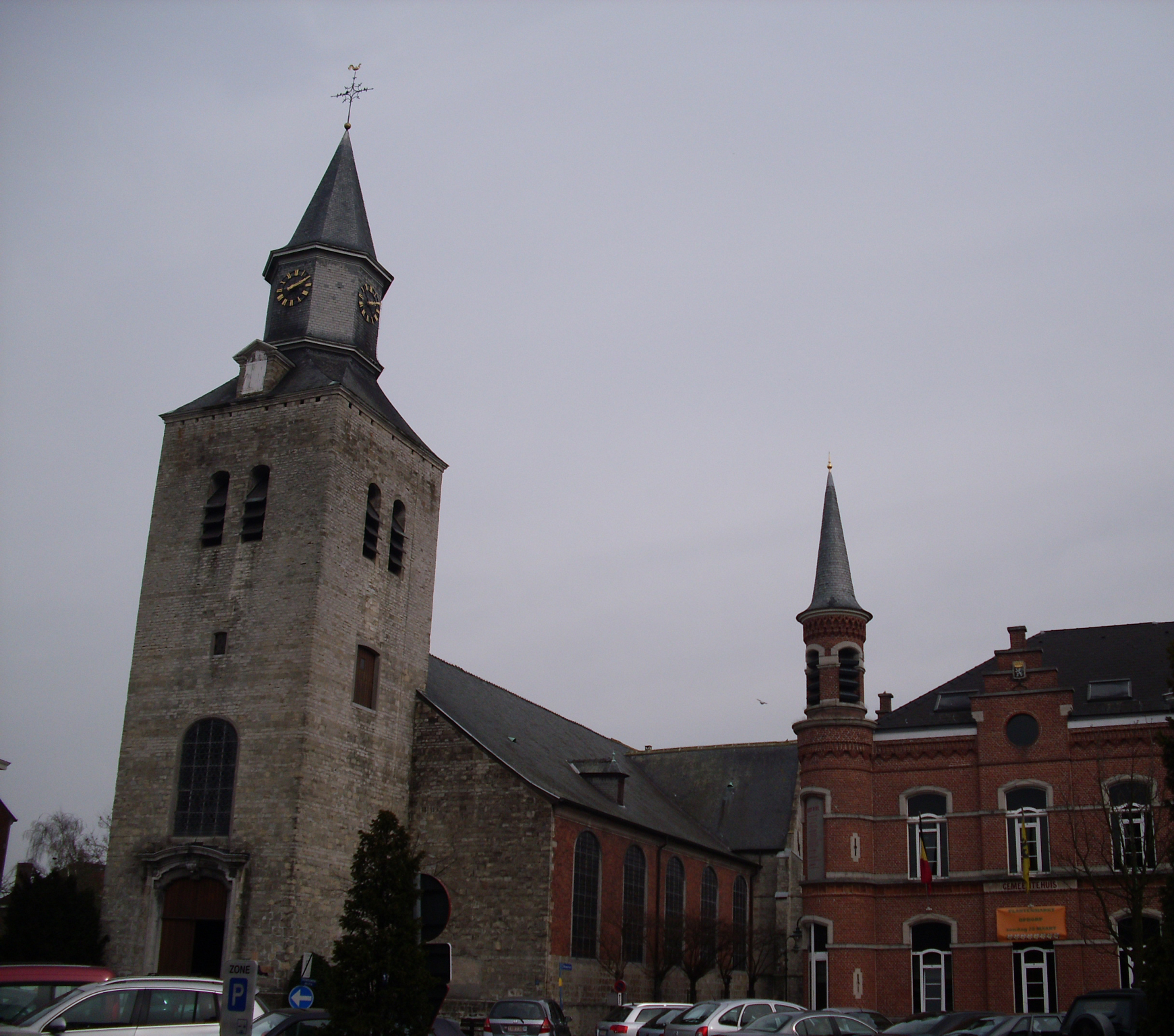
Kirche und Gemeindehaus

In karolingischer Zeit bis zum elften Jahrhundert lag Buggenhout im Brabantgau. Danach war es bis zum Ende des 18. Jahrhunderts Teil des Quartiers Brüssel des Herzogtums Brabant. Im Spätmittelalter musste eine Brabantisch-Flämische Grenzkommission die Grenzpfähle regelmäßig kontrollieren. Die französischen Besatzer schlugen Buggenhout 1796 dem Departement Schelde zu, das 1815 zur Provinz Ostflandern wurde.

## Gemeindeteile

### Opdorp

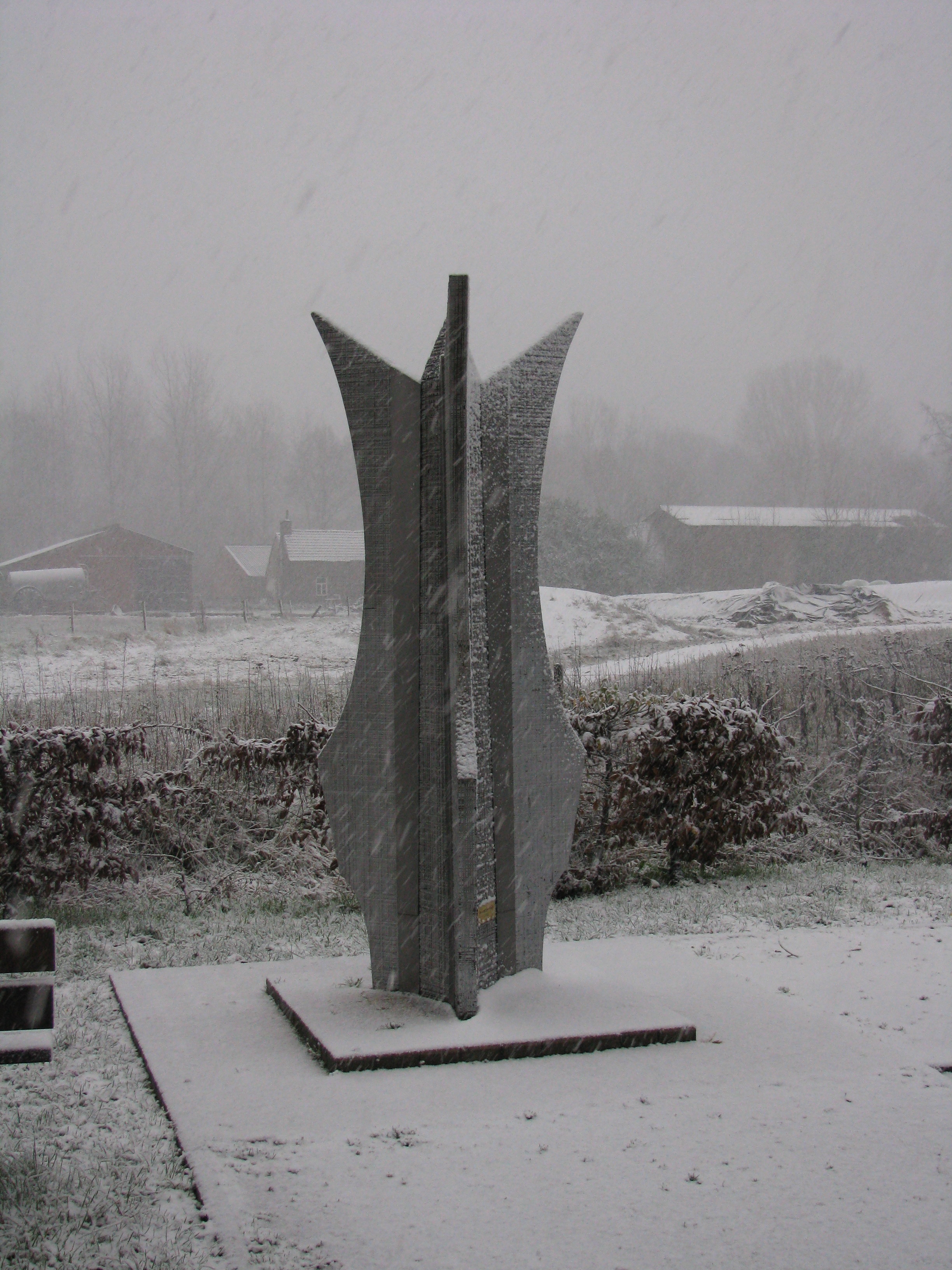
Geografischer Mittelpunkt von Flandern, bei Opdorp

Opdorp liegt am Grenzdreieck der drei Provinzen Ostflandern, Antwerpen und Flämisch-Brabant und war bis zur Eingemeindung 1965 selbstständige Gemeinde.
Ein 3,7 ha großer Platz aus fränkischer Zeit, de Dries, begrünt mit Gras und Bäumen und etwa 100.000 blühenden Narzissen gilt als besonders sehenswert. Der Platz wird auch am ersten Julimontag für den Jahrmarkt benutzt und ist nicht nur denkmalgeschützt, sondern durch Radio 2 Oost-Vlaanderen zum Beste Pleintje, zum schönsten Plätzchen ausgerufen worden. Im "Kasteel aan de Dries" (Vekenstraat 1) ist das heimatkundliche Museum Ter Palen untergebracht.
Professor Theodoor Van Der Waeteren von der Fakultät Toegepaste Wetenschappen gab seinen Studenten der Katholischen Universität Leuven den Auftrag, den geographischen Mittelpunkt der flämischen Gemeinschaft zu bestimmen. Sie berechneten, dass er am Rande der Teilgemeinde Opdorp liege.

### Opstal
Opstal bedeutet so viel wie „gemeinschaftliches Weideland“, verweisend auf den mittelniederländischen Sprachgebrauch für Gebiete, auf die niemand ein persönliches Gebrauchsrecht geltend machen konnte.
Die Abtei von Grimbergen gab 1292 einen Teil von Buggenhout den Herren von Bournonville zum Lehen (siehe Haus Bournonville). Dadurch entstanden zwei Entitäten. Eine der beiden umfasste Opstal und blieb unter direkter Herrschaft der Abtei von Grimbergen. Jeder Teil hatte seine eigene Schöffenbank, vierschaar und Schreiber. Opstal wurde durch die alte Zweiteilung zwischen Bournonville und Grimbergen mit einer Hypothek belastet.
Der Gedanke in Opstal eine Kirche zu errichten entstand 1875, als die Bevölkerung von Opstal eine Anfrage an das Bistum sendete, um eine eigene Kirche bauen zu dürfen.
Seit 1876 forderten die Opstaller auch eigenen Unterrichtseinrichtungen in ihrem Ortsteil, was auf starken Widerstand in Buggenhout stieß. Es gab einen Vorschlag des Bistums eine katholische Schule zu errichten, was durch die Gemeinde Buggenhout jedoch verworfen wurde. 1892 wurde die freie Jungenschule nach Opstal verlegt. Im Oktober 1897 eröffnete die Schule für 253 Kinder.
Der Fußballverein Eintracht Opstal (Eendracht Opstal) spielte am Beginn des 21. Jahrhunderts für einige Saisons in der nationalen Liga.

### Briel
Den Briel oder Briel ist eine Teilgemeinde und auch Parochie, gelegen an der Schelde zwischen Baasrode und Sint-Amands, und besteht aus zwei Teilen, nämlich dem größeren südlichen und östlichen alten Briel inklusive des heutigen Kirchplatzes, als auch dem nordwestlichen neuen Briel, das teilweise zu Buggenhout und teilweise zu Baasrode (seit 1976 Teil von Dendermonde) nahe dem Bahnhof Baasrode-Noord gehört. Anfänglich vollständig in Baasrode ist das Gebiet des neuen Briel durch Landstraßenbebauung stärker bebaut worden und mit dem Gebiet des alten Briel zusammengewachsen und einfachheitshalber, weil es den westlichen Teil der Parochie umfasst, so genannt worden. Die Landstraße zwischen Mecheln und Dendermonde durchkreuzt das Gebiet von Ost nach West, wie auch die außer Dienst gestellte Zuglinie Antwerpen – Puurs – Dendermonde.
Bei Errichtung der Parochie wohnten ungefähr 600 Einwohner von Baasrode und 800 von Buggenhout in dem Gebiet, ein Elftel und Achtel der Gemeindebevölkerungen. Der größere Anteil der Parochie gehört zu Buggenhout.
Wahrscheinlich ist das heutige Briel der älteste Wohnkern der Region Baceroth, die sich von Vlassenbroek bis nach Mariekerke ausstreckte und einst als Cuytelghem bekannt war. Briel war ein Teil davon, jedoch verschwand die Bezeichnung Cuytelghem zugunsten von Briel, sodass das ganze Gebiet dementsprechend nun so genannt wird.

## Wissenswertes

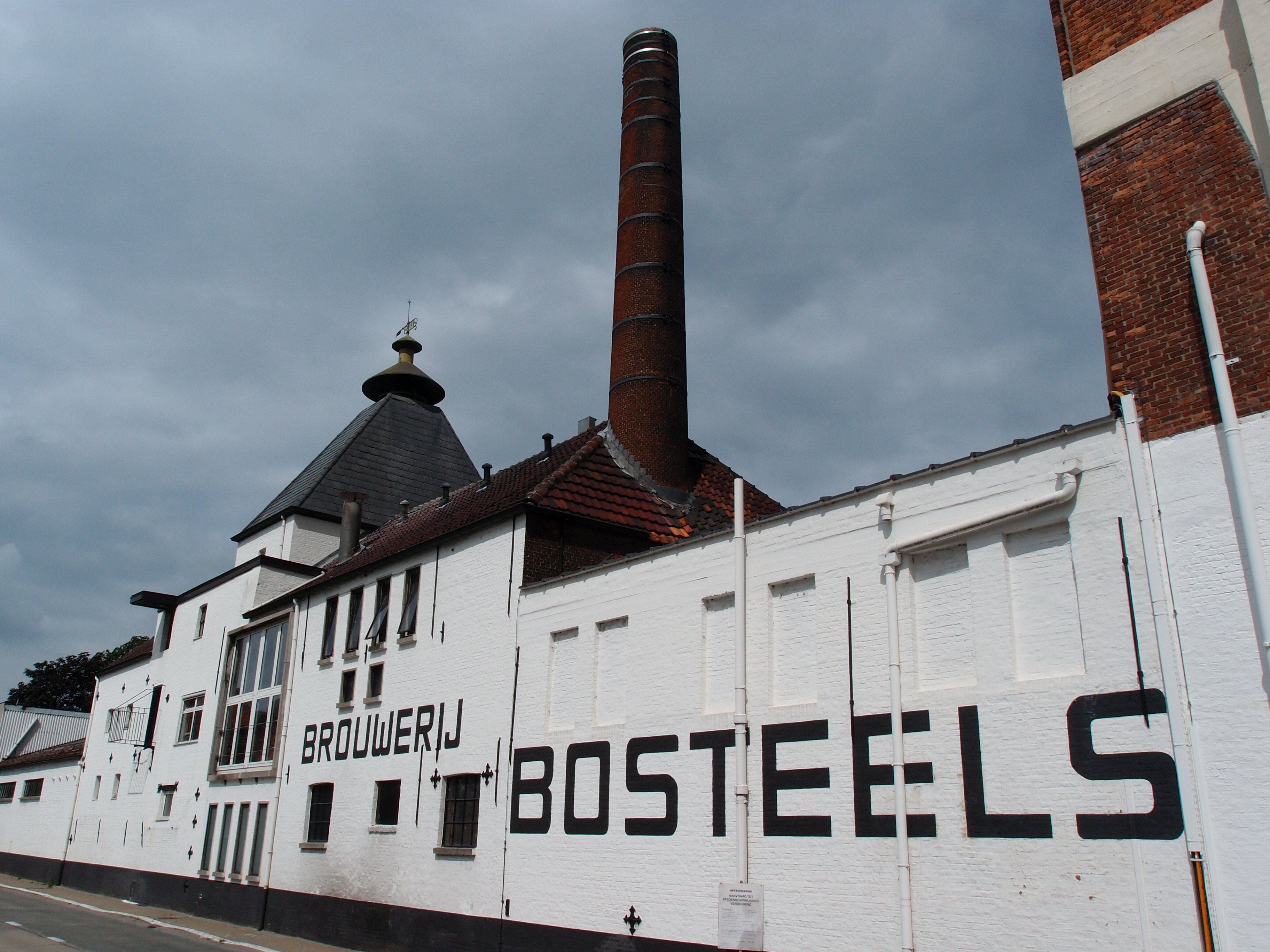
Teilansicht der Brauerei Bosteels

- Buggenhout wurde 2004 in der Sendung Het Rob-Rapport von Rob Vanoudenhoven als „durchschnittlichste“ flämische Gemeinde ermittelt: Bei den meisten Statistiken über flämische Gemeinden (Geschlechterverhältnis, Alterspyramide, Cafés pro Einwohner etc.) war Buggenhout nahe am Mittelwert.
- In Buggenhout findet jedes Jahr das Festival Buggenhout Beukt statt.
- Die Parochien in der Gemeinde Buggenhout gehören zum Dekanat Lebbeke.
- In der zweiten Hälfte des 20. Jahrhunderts siedelte sich Industrie an, größter Betrieb war Ontex.
- In Buggenhout befindet sich die Brauerei Bosteels. Hier werden unter Anderen die bekannten Biere Pauwel Kwak, Tripel Karmeliet und DeuS gebraut. Auch die Brauerei De Landtsheer, bekannt durch die Malheur-Biere, liegt in Buggenhout. Bier wird außerdem durch den Betrieb der Familie Thyssen Jenever in Buggenhout produziert.

## Geboren in Buggenhout
- Michaël Windey, Missionar, Gründer der indischen Village Reconstruction Organisation